# Natural Bridges nationalmonument

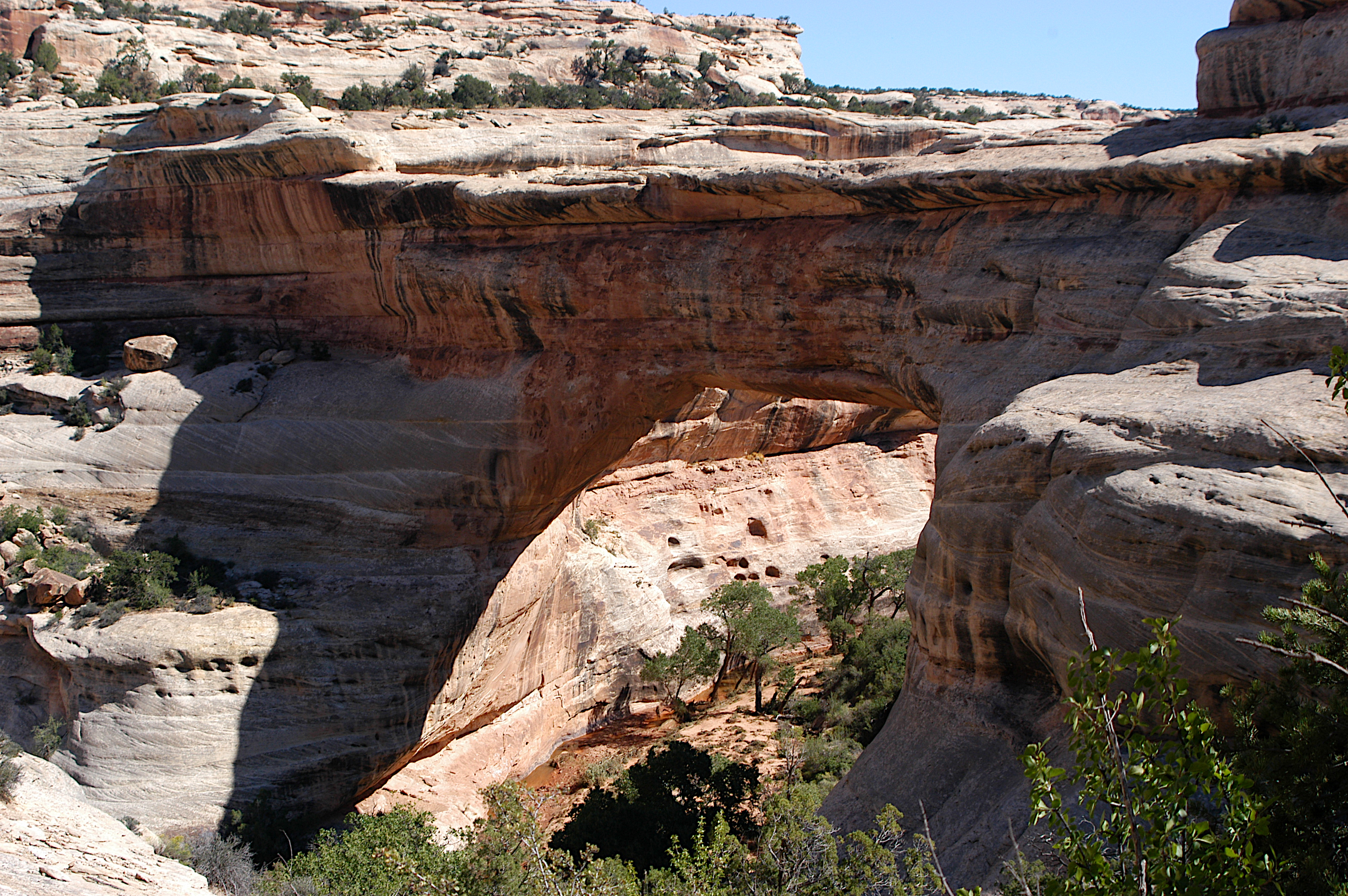
Natural Bridges nationalmonument, Sipapu

Natural Bridges nationalmonument ligger i delstaten Utah i USA. Här finns tre naturliga broar, dvs valvbågar genom berget, utkravade av vatten, väder och vind. De tre broarna heter "Kachina", "Owachomo" och "Sipapu" för att hedra de indianstammar som en gång bodde i området.
De tre valvbågarna kan sägas vara i olika stadier. Owachomo är den vidaste och tunnaste och kommer att rasa först av de tre. Owachomo är betydligt tjockare och hålet mindre och i sammanhanget en ung bro. Sipapu är mitt emellan dessa två i ålder. 
Förutom valvbågarna finns det även välbevarade hus från Puebloindianer i området.